# Rio Belo
O rio Belo é um curso de água que banha o estado do Paraná.